# پاستینا
پاستینا (پاستا کوچک) نوعی از پاستا است که شامل قطعات ریز، معمولاً به شکل گرد (نامنظم) با قطر حدود دو میلیمتر (۱⁄۱۶ اینچ) است. این کوچک‌ترین نوع پاستا تولید شده است. پاستینا از آرد گندم تهیه می‌شود و ممکن است شامل تخم‌مرغ نیز باشد. پاستینا یک اصطلاح عمومی است که به بسیاری از اشکال کوچک پاستا اشاره دارد. این نوع پاستا در بسیاری از روش‌های مختلف در آشپزی ایتالیایی استفاده می‌شود، از جمله به عنوان یک ماده در سوپ، دسرها، غذای نوزادان و همچنین به‌تنهایی به عنوان یک غذای پاستای خاص و منحصر به فرد.
این نوع پاستا همچنین به عنوان «پنی‌سیلین ایتالیایی» شناخته می‌شود. یادداشت‌های دنباله‌دار استنلی توچی در کتابش "آنچه در یک سال خوردم (و افکار مرتبط)" به پخت پاستینا، "آن ایتالیایی درمان همه‌چیز"، برای پسرش اشاره می‌کند.